# Йонна помпа
Йонна помпа, іонний насос — мультибілковий комплекс, розташований на мембранах клітин, який переносить іони через мембрану проти електрохімічного градієнту, використовуючи енергію АТФ або світла. Існують насоси, які переносять лише один тип іонів (кальцієва помпа сакроплазматичного ретикулуму, кальцієва помпа плазмалеми тощо), а також іонні обмінники, які переносять один тип іонів в обмін на інший (натрій-калієвий насос, натрій-протонний обмінник, натрій-кальцієвий обмінник та інші.
Іонні насоси розташовані на різних типах мембран клітини: на плазмалемі, мембранах ендоплазматичного ретикулуму, одномембранних органел (лізосом, пероксисом тощо), внутрішній і зовнішній мембрані мітохондрій та пластид. 
Іонні помпи підтримують клітинний іонний гомеостаз, необхідний для виконання фізіологічних функцій. Натрій-калієвий насос підтримує в цитоплазмі клітини високу концентрацію іонів калію та низький рівень іонів натрію. В нервових та м'язових клітинах це потрібно для можливості генерувати потенціал дії. В усіх клітинах тварин іонні помпи підтримують низький рівень іонів кальцію в цитоплазмі та високий рівень цих іонів у ендоплазматичному ретикулумі - клітинному депо кальцію. Це потрібно для постійної готовності клітини відповісти на кальцієвий сигнал.
Йонні помпи внутрішньої мембрани мітохондрій та пластид використовують енергію руху електронів по електрон-транспортному ланцюгу для переносу іонів водню через мембрану.